# Pierre Riel de Beurnonville
Pierre Riel de Beurnonville, född 10 maj 1752 och död 23 april 1823, var en fransk greve och senare markis, samt militär.
Efter krigstjänst i kolonierna ankom de Beurnonville till Frankrike strax före revolutionen, till vilken han genast anslöt sig. I början av revolutionskrigen utmärkte Beurnonville sig mycket, blev 1792 generallöjtnant och 1793 krigsminister. Charles François Dumouriez invigde Beurnonville i sina planer, men Beurnonville yppade dem för konventet och sändes då att övervaka förrädaren, men utlämnades av honom till österrikarna. 1795 blev han utväxlad och spelade därefter ingen större roll som militär, men användes av Napoleon I som diplomat. Rikligt belönad övergick dock Beurnonville till Ludvig XVIII och höll fast vid honom under de hundra dagarna, blev marskalk av Frankrike 1816 och markis 1817.